# Denise Ream
Denise Ream (* 26. September 1965) ist eine US-amerikanische Filmproduzentin und Filmtechnikerin für Visuelle Effekte.

## Karriere
Ream begann ihre Filmlaufbahn 1989 als Produktionsassistentin am Horrorfilm Satanic – Ausgeburt der Hölle. Ab Eraser 1996 arbeitete sie als Produzentin für Visuelle Effekte. So war sie für die Endsequenz im ersten Men-in-Black-Film von 1997 verantwortlich. Darauf folgten Actionfilme wie Amistad, Deep Impact und Tränen der Sonne, aber auch eine Beteiligung am ersten Harry-Potter-Film Harry Potter und der Stein der Weisen von 2001. Schließlich arbeitete sie noch an den erfolgreichen Filmen Star Wars: Episode III – Die Rache der Sith und Mission: Impossible III. Für ersteren wurde sie für den VES Award als Bester fotorealistischer Kinofilm nominiert.
Danach wechselte sie zum Animationsstudio Pixar, mit dem sie seit dem Film Oben von 2009 zusammenarbeitet. Als Nächstes produzierte sie den Animationsfilm Arlo & Spot, für den sie den VES Award gewinnen konnte. Besonders erfolgreich war 2023 der Animationsfilm Elemental, den sie mitproduzierte. Dabei wurde sie mehrfach auf Festivals nominiert. Dazu erhielt sie eine BAFTA- und Oscar-Nominierung als Bester Animationsfilm. In einem Interview äußerte Ream, dass die animierten Hauptcharaktere deutlich aufwändiger gewesen seien, als sie zunächst angenommen hatten. Besonders die Wasseranimationen seien schwierig gewesen, das sie durch den Protagnosten ständig im Bild waren. In Pixar-Manier machte sie vor Produktionsbeginn eine Exkursion nach Chinatown in San Francisco, um mehr über migrantische Lebensverhältnisse zu lernen. Durch die COVID-19-Pandemie sei die meiste Recherche allerdings online über YouTube erfolgt. Außerdem seien Erfahrungen von Pixar-Mitarbeitern mit Migrationshintergrund eingeflossen. Ream gab an, dass einige Erinnerungen an ihre Universitätszeit als Easter Egg in den Film gelangten.

## Filmografie (Auswahl)

### Spezialeffektkünstlerin
- 1996: Eraser
- 1996: Daylight
- 1997: Men in Black
- 1997: Amistad
- 1998: Deep Impact
- 2000: Die Abenteuer von Rocky & Bullwinkle (The Adventures of Rocky and Bullwinkle)
- 2001: Harry Potter und der Stein der Weisen (Harry Potter and the Philosopher’s Stone)
- 2003: Tränen der Sonne (Tears of the Sun)
- 2003: Timeline
- 2005: Star Wars: Episode III – Die Rache der Sith (Revenge of the Sith)
- 2006: Mission: Impossible III

### Produzentin
- 2009: Oben (Up)
- 2011: Cars 2
- 2015: Arlo & Spot
- 2019: A Toy Story: Alles hört auf kein Kommando
- 2023: Elemental

## Auszeichnungen (Auswahl)
- 2006: VES-Awards-Nominierung in der Kategorie Herausragende visuelle Effekte in einem fotorealistischen Spielfilm für Star Wars Episode III
- 2012: PGA-Award-Nominierung in der Kategorie Bester animierter Kinofilm für Cars 2
- 2016: VES Award in der Kategorie Herausragende visuelle Effekte in einem Animationsfilm für Arlo & Spot
- 2016: PGA-Award-Nominierung in der Kategorie Bester animierter Kinofilm für Arlo & Spot
- 2024: VES-Award-Nominierung in der Kategorie Herausragende visuelle Effekte in einem Animationsfilm für Elemental
- 2024: PGA-Award-Nominierung in der Kategorie Bester animierter Kinofilm für Elemental
- 2024: BAFTA-Nominierung in der Kategorie Bester animierter Kinofilm für Elemental
- 2024: Oscar-Nominierung in der Kategorie Bester Animationsfilm für Elemental